# ニコラス・ゴメス・ダビラ
ニコラス・ゴメス・ダビラ（Nicolás Gómez Dávila、1913年5月18日 - 1994年5月17日）は、コロンビアの作家、哲学者。近代化に対する最も過激な批評家の一人。ドイツ語への翻訳により、死の数年前に国際的に知られるようになった。また、ワルシャワのコロンビア大使館の努力により、ポーランド語にも翻訳されている。

## 経歴
ゴメス・ダビラは、人生の大半を友人たちの輪と書斎の中で過ごした。彼はコロンビアの上流社会に属し、パリで教育を受けた。重度の肺炎のため、2年ほど自宅で過ごし、家庭教師による教育を受け、古典文学への憧れを抱くようになる。しかし、大学に通うことはなかった。1930年代にはコロンビアに戻り、1949年に妻とともに半年間滞在した以外は、二度とヨーロッパを訪れることはなかった。3万冊を超える膨大な蔵書（現在はボゴタのルイス・アンヘル・アランゴ図書館に保存）を持ち、それを中心に哲学的・文学的な生き方をした。1948年には、ボゴタにロス・アンデス大学を設立するのに貢献した。

## 思想

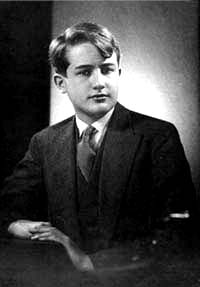
17歳、1930年撮影

古典的な言語に精通し、非常に博学な彼は、トゥキュディデスやブルクハルトの深い研究に基づいて、懐疑的な人間学を擁護した。社会、教会、国家を秩序づけるのは階級構造であると考えた。人民主権の概念や、第二バチカン公会議後のカトリック教会の改革、特にラテン語ミサを放棄したことを批判した。ドノソ・コルテス同様、ゴメス・ダビラも、政治的誤謬はすべて神学的誤謬の結果であると考えた。そのため、彼の思想は政治神学の一形態と言える。
カトリック教徒であり、深い信念を持つ彼の作品は、マルクス主義や民主主義からリベラリズムに至るまで、「近代」が内包する美的退廃を公然と批判するものである。彼のアフォリズム（彼は「スコリア」と呼んだ）は、厭味な皮肉、知性、深い逆説に満ちている。
プラトンからハイデガーまで、古今東西の哲学的伝統を原語で学び、西洋神学の大論争を知り、フランス古典文学の愛好家であり、個人蔵の近代史に関する多数の評論を読むゴメス・ダビラの作品は、哲学に関連する主題をほぼ網羅しており、特に美的関心と価値哲学は、近代の形而上学・神学思想に対する人間学批判に不可欠である。ゴメス・ダビラは、自身の哲学が疑問視するカテゴリーに分類することが難しく、自らを「本物の反動主義者」（reaccionario auténtico）であると宣言した。このカテゴリーは、単なる「保守主義」「統合主義」「懐古主義」の立場とは区別される。

## 著作
ゴメス・ダビラの作品は、2冊のディスクール散文集『Notas I』『Textos I』、3冊のアフォリズム集『Escolios a un texto implícito』『Nuevos escolios a un texto implícito』『Sucesivos escolios a un texto implícito』、コロンビアの雑誌『De Iure』と『El reaccionario auténtico』に発表した2編の記事からなる。